# Stadio Krystal
Lo stadio Krystal (in ucraino Стадіон Кристал?, Stadion Krystal) è un impianto sportivo della città ucraina di Cherson. Ospita le partite interne del Krystal Kherson ed ha una capienza di 3 400 spettatori.

## Storia
Lo stadio è stato costruito nel 1962. A causa delle cattive condizioni delle tribune, a partire dal 2017 sono stati intrapresi alcuni lavori di restauro che hanno portato anche all'impianto di seggiolini con schienale.